# Reussirella multispinata
Reussirella multispinata är en mossdjursart som först beskrevs av Ferdinand Canu och Ray Smith Bassler 1923.  Reussirella multispinata ingår i släktet Reussirella och familjen Cupuladriidae. Inga underarter finns listade i Catalogue of Life.